# Llista d'asteroides/151801-151900
| Nom      | Designació provisional | Data de descobriment   | Lloc de descobriment | Descobridor/s    |
| -------- | ---------------------- | ---------------------- | -------------------- | ---------------- |
| 151801 - | 2003 FK57              | 26 de març de 2003     | Palomar              | NEAT             |
| 151802 - | 2003 FS57              | 26 de març de 2003     | Kitt Peak            | Spacewatch       |
| 151803 - | 2003 FE58              | 26 de març de 2003     | Palomar              | NEAT             |
| 151804 - | 2003 FV58              | 26 de març de 2003     | Palomar              | NEAT             |
| 151805 - | 2003 FO61              | 26 de març de 2003     | Palomar              | NEAT             |
| 151806 - | 2003 FO64              | 26 de març de 2003     | Palomar              | NEAT             |
| 151807 - | 2003 FG75              | 27 de març de 2003     | Campo Imperatore     | CINEOS           |
| 151808 - | 2003 FX77              | 27 de març de 2003     | Palomar              | NEAT             |
| 151809 - | 2003 FB79              | 27 de març de 2003     | Kitt Peak            | Spacewatch       |
| 151810 - | 2003 FF82              | 27 de març de 2003     | Kitt Peak            | Spacewatch       |
| 151811 - | 2003 FR82              | 27 de març de 2003     | Palomar              | NEAT             |
| 151812 - | 2003 FE84              | 28 de març de 2003     | Anderson Mesa        | LONEOS           |
| 151813 - | 2003 FF87              | 28 de març de 2003     | Kitt Peak            | Spacewatch       |
| 151814 - | 2003 FP87              | 28 de març de 2003     | Palomar              | NEAT             |
| 151815 - | 2003 FH89              | 29 de març de 2003     | Anderson Mesa        | LONEOS           |
| 151816 - | 2003 FF90              | 29 de març de 2003     | Anderson Mesa        | LONEOS           |
| 151817 - | 2003 FK93              | 29 de març de 2003     | Anderson Mesa        | LONEOS           |
| 151818 - | 2003 FW93              | 29 de març de 2003     | Anderson Mesa        | LONEOS           |
| 151819 - | 2003 FM94              | 29 de març de 2003     | Anderson Mesa        | LONEOS           |
| 151820 - | 2003 FW96              | 30 de març de 2003     | Kitt Peak            | Spacewatch       |
| 151821 - | 2003 FB97              | 30 de març de 2003     | Kitt Peak            | Spacewatch       |
| 151822 - | 2003 FW98              | 30 de març de 2003     | Socorro              | LINEAR           |
| 151823 - | 2003 FK99              | 30 de març de 2003     | Socorro              | LINEAR           |
| 151824 - | 2003 FD100             | 31 de març de 2003     | Anderson Mesa        | LONEOS           |
| 151825 - | 2003 FY101             | 31 de març de 2003     | Socorro              | LINEAR           |
| 151826 - | 2003 FE104             | 25 de març de 2003     | Haleakala            | NEAT             |
| 151827 - | 2003 FX106             | 27 de març de 2003     | Anderson Mesa        | LONEOS           |
| 151828 - | 2003 FL107             | 30 de març de 2003     | Socorro              | LINEAR           |
| 151829 - | 2003 FO108             | 31 de març de 2003     | Anderson Mesa        | LONEOS           |
| 151830 - | 2003 FN109             | 31 de març de 2003     | Kitt Peak            | Spacewatch       |
| 151831 - | 2003 FR115             | 31 de març de 2003     | Socorro              | LINEAR           |
| 151832 - | 2003 FN117             | 25 de març de 2003     | Palomar              | NEAT             |
| 151833 - | 2003 FE120             | 23 de març de 2003     | Goodricke-Pigott     | Goodricke-Pigott |
| 151834 - | 2003 FB122             | 26 de març de 2003     | Goodricke-Pigott     | V. Reddy         |
| 151835 - | 2003 FC122             | 27 de març de 2003     | Goodricke-Pigott     | V. Reddy         |
| 151836 - | 2003 FH126             | 31 de març de 2003     | Kitt Peak            | Spacewatch       |
| 151837 - | 2003 FP130             | 25 de març de 2003     | Kitt Peak            | Spacewatch       |
| 151838 - | 2003 GJ1               | 1 d'abril de 2003      | Socorro              | LINEAR           |
| 151839 - | 2003 GK3               | 1 d'abril de 2003      | Socorro              | LINEAR           |
| 151840 - | 2003 GF4               | 1 d'abril de 2003      | Socorro              | LINEAR           |
| 151841 - | 2003 GU8               | 1 d'abril de 2003      | Socorro              | LINEAR           |
| 151842 - | 2003 GT9               | 2 d'abril de 2003      | Socorro              | LINEAR           |
| 151843 - | 2003 GS12              | 1 d'abril de 2003      | Socorro              | LINEAR           |
| 151844 - | 2003 GP13              | 4 d'abril de 2003      | Kitt Peak            | Spacewatch       |
| 151845 - | 2003 GA15              | 3 d'abril de 2003      | Haleakala            | NEAT             |
| 151846 - | 2003 GH15              | 4 d'abril de 2003      | Haleakala            | NEAT             |
| 151847 - | 2003 GT17              | 3 d'abril de 2003      | Anderson Mesa        | LONEOS           |
| 151848 - | 2003 GD26              | 4 d'abril de 2003      | Kitt Peak            | Spacewatch       |
| 151849 - | 2003 GN29              | 7 d'abril de 2003      | Socorro              | LINEAR           |
| 151850 - | 2003 GK35              | 7 d'abril de 2003      | Palomar              | NEAT             |
| 151851 - | 2003 GU36              | 6 d'abril de 2003      | Anderson Mesa        | LONEOS           |
| 151852 - | 2003 GX36              | 6 d'abril de 2003      | Anderson Mesa        | LONEOS           |
| 151853 - | 2003 GX42              | 9 d'abril de 2003      | Palomar              | NEAT             |
| 151854 - | 2003 HT2               | 22 d'abril de 2003     | Catalina             | CSS              |
| 151855 - | 2003 HH8               | 25 d'abril de 2003     | Kitt Peak            | Spacewatch       |
| 151856 - | 2003 HC9               | 24 d'abril de 2003     | Anderson Mesa        | LONEOS           |
| 151857 - | 2003 HG11              | 26 d'abril de 2003     | Kitt Peak            | Spacewatch       |
| 151858 - | 2003 HD15              | 26 d'abril de 2003     | Haleakala            | NEAT             |
| 151859 - | 2003 HG23              | 25 d'abril de 2003     | Kitt Peak            | Spacewatch       |
| 151860 - | 2003 HD24              | 26 d'abril de 2003     | Kitt Peak            | Spacewatch       |
| 151861 - | 2003 HB27              | 27 d'abril de 2003     | Anderson Mesa        | LONEOS           |
| 151862 - | 2003 HD29              | 28 d'abril de 2003     | Socorro              | LINEAR           |
| 151863 - | 2003 HP38              | 29 d'abril de 2003     | Haleakala            | NEAT             |
| 151864 - | 2003 HO45              | 29 d'abril de 2003     | Haleakala            | NEAT             |
| 151865 - | 2003 HQ47              | 29 d'abril de 2003     | Anderson Mesa        | LONEOS           |
| 151866 - | 2003 HF48              | 30 d'abril de 2003     | Socorro              | LINEAR           |
| 151867 - | 2003 HO54              | 24 d'abril de 2003     | Anderson Mesa        | LONEOS           |
| 151868 - | 2003 HV54              | 24 d'abril de 2003     | Haleakala            | NEAT             |
| 151869 - | 2003 JZ                | 1 de maig de 2003      | Kitt Peak            | Spacewatch       |
| 151870 - | 2003 JG2               | 1 de maig de 2003      | Kitt Peak            | Spacewatch       |
| 151871 - | 2003 JN12              | 5 de maig de 2003      | Socorro              | LINEAR           |
| 151872 - | 2003 JD14              | 8 de maig de 2003      | Socorro              | LINEAR           |
| 151873 - | 2003 KL9               | 24 de maig de 2003     | Reedy Creek          | J. Broughton     |
| 151874 - | 2003 KQ17              | 27 de maig de 2003     | Anderson Mesa        | LONEOS           |
| 151875 - | 2003 KC28              | 20 de maig de 2003     | Nogales              | Tenagra II       |
| 151876 - | 2003 NH7               | 7 de juliol de 2003    | Reedy Creek          | J. Broughton     |
| 151877 - | 2003 OU9               | 25 de juliol de 2003   | Socorro              | LINEAR           |
| 151878 - | 2003 PZ4               | 4 d'agost de 2003      | Socorro              | LINEAR           |
| 151879 - | 2003 RF3               | 1 de setembre de 2003  | Socorro              | LINEAR           |
| 151880 - | 2003 SF151             | 17 de setembre de 2003 | Socorro              | LINEAR           |
| 151881 - | 2003 SC209             | 24 de setembre de 2003 | Palomar              | NEAT             |
| 151882 - | 2003 UW146             | 18 d'octubre de 2003   | Anderson Mesa        | LONEOS           |
| 151883 - | 2003 WQ25              | 21 de novembre de 2003 | Socorro              | LINEAR           |
| 151884 - | 2003 WO40              | 19 de novembre de 2003 | Kitt Peak            | Spacewatch       |
| 151885 - | 2003 XY21              | 15 de desembre de 2003 | Nogales              | Tenagra II       |
| 151886 - | 2003 YO13              | 17 de desembre de 2003 | Catalina             | CSS              |
| 151887 - | 2003 YY101             | 19 de desembre de 2003 | Socorro              | LINEAR           |
| 151888 - | 2003 YV117             | 27 de desembre de 2003 | Socorro              | LINEAR           |
| 151889 - | 2004 BG3               | 16 de gener de 2004    | Palomar              | NEAT             |
| 151890 - | 2004 BN80              | 24 de gener de 2004    | Socorro              | LINEAR           |
| 151891 - | 2004 BF84              | 24 de gener de 2004    | Socorro              | LINEAR           |
| 151892 - | 2004 BR91              | 25 de gener de 2004    | Haleakala            | NEAT             |
| 151893 - | 2004 BU106             | 26 de gener de 2004    | Anderson Mesa        | LONEOS           |
| 151894 - | 2004 CU24              | 12 de febrer de 2004   | Palomar              | NEAT             |
| 151895 - | 2004 CN66              | 15 de febrer de 2004   | Socorro              | LINEAR           |
| 151896 - | 2004 DA16              | 17 de febrer de 2004   | Kitt Peak            | Spacewatch       |
| 151897 - | 2004 DK16              | 17 de febrer de 2004   | Haleakala            | NEAT             |
| 151898 - | 2004 DK33              | 18 de febrer de 2004   | Socorro              | LINEAR           |
| 151899 - | 2004 EP                | 11 de març de 2004     | Palomar              | NEAT             |
| 151900 - | 2004 EB7               | 12 de març de 2004     | Palomar              | NEAT             |